# Вулиця Лесі Українки (Слов'янськ)
Вулиця Лесі Українки — вулиця у місті Слов'янськ, Донецької області. Знаходиться у районі Соболівка. Пролягає від провулку Вітебського до вулиці Рокосовського.

## Загальна інформація
Невелика вулиця на півночі міста Слов'янськ, у місцевості Слоболівка, яке раніше було окремим селом.
На вулиці розміщено декілька приватних будинків: №№ 2-10 та 3-13.